# Jin-Song von Storch
Jin-Song von Storch (* 12. Dezember 1961 als Jin-Song Xu in Peking, Volksrepublik China) ist eine deutsche Meteorologin und Klimatologin. Sie ist Senior Scientist am Max-Planck-Institut für Meteorologie und Professorin an der Universität Hamburg.

## Wissenschaftliche Karriere
Jin-Song von Storch studierte an der Universität Hamburg, wo sie 1984 ihr Vordiplom in Physik und 1987 ihr Diplom in Meteorologie erwarb. 1990 promovierte sie in Geowissenschaften an derselben Universität mit einer Dissertation zum Thema „Analysis and Prediction of El Niño Southern Oscillation Phenomenon Using Principal Oscillation Pattern Analysis“. Ihr Doktorvater war Hans von Storch, den sie im selben Jahr heiratete.
Nach ihrer Promotion war sie von 1990 bis 1996 als Postdoc am Max-Planck-Institut für Meteorologie in Hamburg tätig, gefolgt von einer Position als Research Scientist an der Universität Hamburg von 1996 bis 1998. Im Jahr 1998 habilitierte sie an der Universität Hamburg mit der Habilitationsschrift „Statistik und Konzepte der Klimavariabilität“. Von 1999 bis 2004 war sie im Rahmen des Heisenberg-Programms an der Universität Hamburg. Seit 2004 ist sie Senior Scientist, Gruppenleiterin und stellvertretende Leiterin der Abteilung The Ocean in the Earth System (später Climate Variability) am Max-Planck-Institut für Meteorologie. Im Jahr 2005 erhielt sie die Lehrberechtigung der Universität Hamburg, wo sie ihre Antrittsvorlesung zum Thema „Einführung in Statistik: Das Konzept des Schätzens“ hielt. Seit 2018 ist sie Professorin an der Universität Hamburg.
Ihre Forschungsschwerpunkte umfassen die Analyse und Vorhersage von Klimaphänomenen wie der El Niño-Southern Oscillation, die Anwendung statistischer Methoden in der Klimavariabilität, sowie die Dynamik der Ozeane, einschließlich interner Gezeiten, Ozeanzirkulation und die Energieströme in Atmosphäre und Ozean. Sie ist auch an der Entwicklung und Anwendung von Klimamodellen beteiligt.
Von 2011 bis 2020 war sie Herausgeberin der Fachzeitschrift Ocean Dynamics und von 2015 bis 2018 Mitherausgeberin der Oxford Research Encyclopedia.

## Auszeichnungen
- 1981–1987: Stipendium der chinesischen Regierung
- 1999–2004: Heisenberg-Stipendium der Deutschen Forschungsgemeinschaft (DFG)
- 2015: Gastprofessorin an der Chinesischen Ozean-Universität